# Lipska pećina
Lipska pećina – jaskinia krasowa w Czarnogórze, położona 5 km od Cetynii i 35 km od Podgoricy. Jest jedyną (stan na 2019 rok) jaskinią w Czarnogórze udostępnioną do zwiedzania.

## Opis jaskini
Temperatura powietrza w jaskini wynosi od 8 do 12 °C. Długość jaskini wynosi ok. 3500 m, z czego zbadano 2500 m. Różnica między najwyższym a najniższym punktem wynosi ponad 300 m.

## Historia
Po raz pierwszy została opisana w 1839 roku przez angielskiego archeologa Austena Henry’ego Layarda, choć mieszkańcom okolic była już znana wcześniej. Jaskinię badali i opisywali również Pawieł Rowinski i Édouard Alfred Martel. Piękno jaskini wychwalali m.in. Piotr II oraz Mikołaj I Petrowić-Niegosz. 13 lipca 2015 została udostępniona dla zwiedzających, jako pierwsza jaskinia w Czarnogórze. W ciągu pierwszych trzech lat od jej otwarcia została odwiedzona przez ponad 50 tysięcy osób, a w samym 2018 roku – przez ponad 20 tysięcy.